# Qikiqtarjuarusiq
Qikiqtarjuarusiq, tidigare benämnd High Bluff Island, är en ö i Kanada.   Den ligger i territoriet Nunavut, i den östra delen av landet, 1 900 km norr om huvudstaden Ottawa. Arean är 10,8 kvadratkilometer.
Terrängen på Qikiqtarjuarusiq är platt. Öns högsta punkt är 153 meter över havet. Den sträcker sig 4,6 kilometer i nord-sydlig riktning, och 6,2 kilometer i öst-västlig riktning.